# Windows Mobile 6.0
Windows Mobile 6 với tên mã ban đầu "Crossbow" là một phiên bản của hệ điều hành Windows Mobile. WM6 được phát hành vào ngày 12 tháng 2 năm 2007 tại 3GSM World Congress 2007 và được phát triển dựa trên nhân Windows CE 5.2.
WM6 có ba phiên bản khác nhau: "Windows Mobile 6 Standard" dành cho Smartphone (điện thoại không có màn hình cảm ứng), "Windows Mobile 6 Professional" dành cho Pocket PC có chức năng nghe gọi và "Windows Mobile 6 Classic" dành cho Pocket PC không có chức năng nghe gọi.
Windows Mobile 6 được phát triển dựa trên Windows CE 5.0 (phiên bản 5.2). WM6 hỗ trợ các phần mềm mới của Microsoft như Windows Live hay Exchange 2007. Windows Mobile 6 Standard được sử dụng lần đầu trên SPV E650 của Orange, trong khi Windows Mobile 6 Professional là Xda Terra của O2. Windows Mobile 6 có thiết kế tương tự như Windows Vista. Các chức năng của WM6 tương đối giống với Windows Mobile 5 nhưng có độ ổn định tốt hơn nhiều.
Cùng với việc công bố Office Mobile 6.1  hỗ trợ các định dạng tài liệu Office 2007 (pptx, docx, xlsx); OneNote Mobile, phiên bản Di động của Microsoft Office OneNote đã được thêm vào trong hầu hết các phiên bản WM6. Ngoài các chương trình mới được đưa vào, các cải tiến của Office Mobile cũng được thực hiện cho các ứng dụng hiện có, chẳng hạn như hỗ trợ email HTML trong Outlook Mobile. WM6 hướng tới đối tượng là doanh nghiệp (nhóm chiếm phần lớn lượng người dùng) Với Server Search trên Microsoft Exchange 2007, Out of Office Replies trên Microsoft Exchange 2007 và khả năng tìm kiếm các liên hệ trong Sổ Địa chỉ trên Exchange Serve. Để hỗ trợ phát triển cho các lập trình viên, NET Compact Framework v2 SP2 đã được cài đặt sẵn trong hệ điều hành. Các nhà phát triển và người dùng cũng có quyền truy cập vào Microsoft SQL Server 2005 Compact Edition để lưu trữ và truy xuất thông tin. Internet Explorer Mobile được cải tiến hỗ trợ AJAX, JavaScript và XMLDOM cùng với tính năng Chia sẻ Internet được cải thiện. Khả năng kết nối được nâng cao hơn nữa với Microsoft Bluetooth Stack, VoIP với khả năng khử tiếng vang và Bộ giải mã âm thanh MSRT .
Để cải thiện tính bảo mật, tính năng Storage Card Encryption đã được thêm vào. Các khóa mã hóa bị xóa nếu thiết bị được khởi động nguội . Các bản cập nhật tiếp theo, cả về bảo mật và tính năng, giờ đây cũng được cung cấp bằng cách sử dụng Operating System Live Update.
Một số cải tiến khác của WM6 bao gồm  hỗ trợ độ phân giải màn hình 320x320 và 800x480 (WVGA) (S01SH hoặc "Em One" của Sharp là thiết bị đầu tiên và duy nhất có màn hình 800x480 trên WM5), cải thiện khả năng truy cập Remote Desktop (Chỉ có sẵn cho một số Pocket PC nhất định), tùy chọn Phản hồi của khách hàng, Smartfilter để tìm kiếm trong các chương trình và hỗ trợ Unlicensed Mobile Access (UMA) dành cho các nhà cung cấp được chọn.